# 許貞幹
許貞干（1850年—1914年），字豫生，福建省福州府侯官縣人，清朝政治人物、進士出身。

## 生平
光緒十八年（1892年），参加光緒壬辰科殿試，登進士二甲15名。同年五月，授候補知府。